# SMI

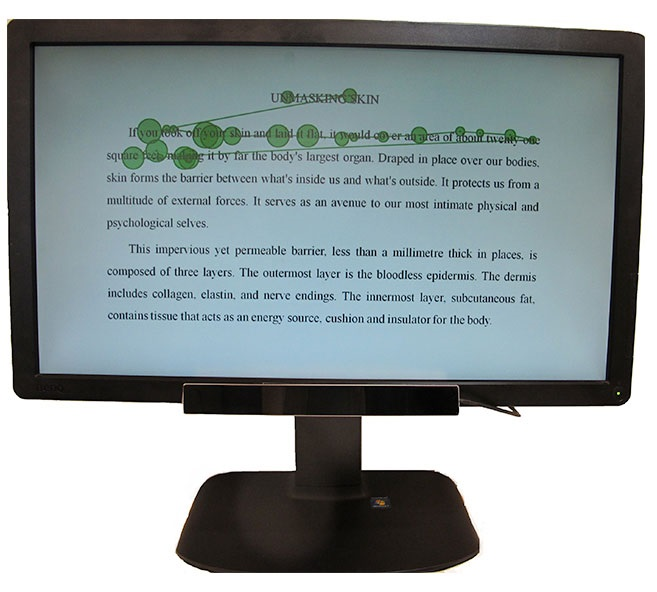
RED250 移动型眼动仪，发布于2014年；图为文字阅读的视线扫描路径。图片由SMI提供。

SMI（SensoMotoric Instruments），是一家提供计算机视觉应用的德国制造商，专注于眼动追踪技术。SMI的成立可以追溯到1991年在柏林自由大学进行的学术和医学研究。该公司的总部设在德国柏林附近的泰尔托市，并在美国马萨诸塞州波士顿和加利福尼亚州的旧金山设有办事处，其经销商与合作商遍布全球。
SMI为科研、专业应用和原始设备制造（OEM）等领域提供眼动跟踪解决方案。SMI眼动跟踪系统被用于与头部和身体的动作捕捉系统、脑电图 及其他生物特征的数据组合，并作为测量或交互方式被整合到虚拟现实CAVE投影系统、头戴式装置，如谷歌眼镜或Oculus Rift，及模拟器、计算机、汽车中。

## 历史
SMI由温弗里德·泰维（Winfried Teiwes）博士和他的学术导师在1991年创办而成。3D VOG作为SMI研发的第一个系统，被应用于欧洲空间局、美国国家航空航天局，并被带上俄罗斯和平号空间站，用以分析太空任务对宇航员扭转重力感应的眼球运动的影响；此后该公司将重点逐渐向眼科学及科研方向转移。泰维博士任公司的董事总经理至2008年，此后由埃伯哈德•施密特接手。SMI于2001年将其ENT产品线售于威廉.达蒙集团旗下的丹麦国际听力公司；于2008年将其视网膜治疗的相关项目分立为OD-OS公司； 并于2012年将其眼神经学部门出售给爱尔康集团。此后，SMI专注于科研、移动眼动追踪领域、医学应用、视觉计算机互动以及OEM解决方案。

## 科技
SMI的眼控科技是基于对暗瞳及角膜反射的追踪：眼动仪中的相机通过红外光源侦测脸部、眼睛、瞳孔及角膜反射，并计算眼球运动、视线方向和凝视点。眼动仪的采样频率可从30赫兹上至千瓦级。
在硬件上，该公司的主导产品有三大类：移动ETG眼动追踪眼镜、远程RED眼动追踪系统和塔顶高速系统。
其用于实验设计和数据分析的软件称为Experiment Suite，根据用户需求配置于不同的产品包中。

## 合作伙伴
2015年DEWESoft与SMI就高级驾驶辅助系统（ADAS）项目合作，将驾驶器的监控分析平台与眼动追踪眼镜进行集成整合。
2014年，红牛开始使用SMI的眼动追踪眼镜并将其作为红牛冲浪科学项目的重要一环。在2014年的游戏开发者大会上，索尼推出了整合有SMI RED-oem眼动追踪系统的PS4游戏《惡名昭彰：第二之子》（Infamous: Second Son）。
2013年，SMI与TechViz公司将3D眼动追踪眼镜与3D可视化软件整合，使眼动追踪完全浸入虚拟现实CAVE系统。 Volfoni也曾参与研发SMI 3D眼镜。 WorldViz与SMI协同开发了三维物体与视线向量的交错计算，数据保存至同一个数据库，实现了更深层的数据分析。德国人工智能研究中心（DFKI）使用SMI眼动追踪眼镜创建了一个名为Talking Places的互动城市指南虚拟原型。
2012年，SMI与Emotive公司合作开发了集成Emotive EEG神经学脑电图数据和眼动追踪数据的软件包。该软件包所提供的视觉和情绪的数据线索，可用以分析用户对于品牌的反馈，从而具有神经营销学价值。Prentke Romich公司将SMI NuEye眼动追踪作为配件融入其专门为残疾用户设计的产品平台，使用户可以通过眼睛控制沟通设备。Visual Interaction公司提供基于SMI科技的myGaze®眼动仪及多项针对无障碍辅具的应用系统。